# Erinn Bartlett
Erinn Bartlett est une actrice américaine née le 26 février 1973 à Longmeadow, Massachusetts (États-Unis).

## Biographie

### Vie privée
Elle vit depuis 2004 avec l'acteur Oliver Hudson, avec lequel elle s'est mariée en 2006 et dont elle a trois enfants, Wilder Brooks, né en 2007, Bodhi Dawn, né en 2010, et Rio née en 2013.

## Filmographie

### Cinéma
- 1999 : Peur bleue (Deep Blue Sea) : Une fille
- 2000 : Cercle fermé (The In Crowd) : Sheila
- 2000 : Little Nicky : Fenner, la stripteaseuse
- 2001 : L'Amour extra-large (Shallow Hal) : Bella
- 2002 : Pumpkin : Corinne
- 2002 : Le Coup de Vénus (Buying the Cow) : Julie Madison
- 2002 : American Sexy Girls : Hope
- 2002 : A Day with the Meatball : La petite amie de Meat
- 2004 : The Last Run : Amelia
- 2004 : Fashion Maman (Raising Helen) : Un mannequin au défilé
- 2005 : La rumeur court... (Rumor Has It...) : Donna
- 2006 : La Revanche des losers (The Benchwarmers) : Sarah

### Télévision
- 2003 : Monk (Saison 2, Episode 8) : Amber Post
- 2003 : Charmed (Saison 5, Episode 13) : Jessica
- 2006 : How I Met Your Mother (Saison 1, Episode 19) : Mary